# Седлецкий повет
Седлецкий повет (пол. Powiat siedlecki) — повет (район) в Польше, входит как административная единица в Мазовецкое воеводство. Центр повета — город Седльце (в состав повета не входит). Занимает площадь 1603,22 км². Население — 80 566 человек (на 2005 год).
Состав повета:
- города: Морды
- городско-сельские гмины: Гмина Морды
- сельские гмины: Гмина Доманице, Гмина Корчев, Гмина Котунь, Гмина Мокободы, Гмина Папротня, Гмина Пшесмыки, Гмина Седльце, Гмина Скужец, Гмина Сухожебры, Гмина Виснев, Гмина Водыне, Гмина Збучин

## Демография
Население повята дано на 2005 год.
| Перепись            | Всего  | Всего | Женщины | Женщины | Мужчины | Мужчины |
| ------------------- | ------ | ----- | ------- | ------- | ------- | ------- |
|                     | чел.   | %     | чел.    | %       | чел.    | %       |
| Всего               | 80 566 | 100   | 40 002  | 49,7    | 40 564  | 50,3    |
| Городское население | 1810   | 100   | 926     | 51,2    | 884     | 48,8    |
| Сельское население  | 78 756 | 100   | 39 076  | 49,6    | 39 680  | 50,4    |

## Города-побратимы
- Брест, Белоруссия